# Ferdinand de Schwarzenberg
Pour les articles homonymes, voir Schwarzenberg.
Ferdinand-Guillaume-Eusèbe de Schwarzenberg, en allemand Ferdinand Wilhelm Eusebius zu Schwarzenberg (23 mai 1652 - 22 octobre 1703) est le deuxième prince de la puissante famille Schwarzenberg.

## Biographie
Ferdinand de Schwarzenberg est le fils du comte Jean-Adolphe de Schwarzenberg (1615-1683), devenu prince en 1670, et de son épouse, née comtesse Marie-Justine de Starhemberg (1608-1681), possesseurs du château de Schwarzenberg à Scheinfeld en Franconie. Il est le fondateur du couvent de Schwarzenberg sur un lieu de pèlerinage fondé par sa mère et se met au service des Habsbourg.
Il épouse la comtesse Marie-Anne de Sulz (1653-1698). Son fils Adam-François devient le troisième prince de Schwarzenberg à sa mort. 